# Варовичи (Полесский район)
Варовичи (укр. Варовичi) — покинутое село Полесского района Киевской области.
Печально известно в связи с аварией на Чернобыльской АЭС.
Село Варовичи располагалось в 15 км к востоку от тогдашнего районного центра Полесское, в 12 км от железнодорожной станции Вильча. Рядом с Варовичами проходила дорога Чернобыль — Овруч, расстояние до Чернобыля — 45 км.

## История
Варовичи имели давнюю историю и считается, что село существовало уже с 1190 года. Возле села находилось 30 курганов.
Впервые упомянуто в 1543 году в грамоте польского короля Сигизмунда, изданной Михайловскому Златоверхому монастырю. В 1886 году население составляло 731 человека православных, 144 католика и 85 евреев — всего 960 человек.
В селе была древняя церковь Святой мученицы Параскевы. Церковь была построена в первой половине XVIII века. В 1906 году в селе Варовичи была построена и рукоположена новая, Свято-Духовская церковь, к которой были приписаны села Ковшиловка, Рудня и Варовицкая Буда. В 1931 году в селе было 412 дворов.
В 1906 году в селе Варовичи была построена и освящена новая Свято-Духовская церковь, к которой были приписаны сёла Ковшиловка, Рудня и Варовицкая Буда.
После Чернобыльской аварии в Варовичах был зарегистрирован крайне высокий уровень радиации, 14 мая 1986 года при накопленной дозе радиации 8,3 р. было произведено отселение жителей в Васильковский район Киевской области, в сёла Плесецкое, Варовичи и др.
В 1999 году официально снят с учёта как населённый пункт.
Территория села сгорела во время лесных пожаров в Чернобыльской зоне в апреле 2020.

## Известные уроженцы
- Одинец Владислав Иванович (род 1977) - украинский государственный служащий.
- Фесенко Валентина Ивановна (1959-2012) — украинский педагог, литературовед, ученый.